# Haas
Haas je priimek v Sloveniji, ki ga je po podatkih Statističnega urada Republike Slovenije na dan 1. januarja 2010 uporabljalo 14 oseb.  

## Znani slovenski nosilci priimka
- Heinrich (Henrik) Haas (1864—1925), esperantist (odvetnik v Mariboru)
- Herta Haas (1914—2010), predvojna komunistka; po vojni ekonomistka v Zagrebu, družica Josipa Broza
- Karl Haas (1657), jezuit
- Karl Haas, avstrijski učitelj
- Lidija Malahotky Haas, klavirska pedagoginja
- Matej Haas, violinist
- Miha Haas (*1983), pianist, klavirski pedagog
- Herta Haas (1914—2010), ekonomistka in partijska delavka nemškega rodu (po rodu iz Maribora), druga žena Josipa Broza Tita
- Hinko Haas (1956—2020), pianist
- Miha Haas (*1983), pianist
- Priska Haas (r. Schindler) (1887—1975), esperantistka, učiteljica
- Silvio Haas (1912—1936), violinist

## Znani tuji nosilci priimka
- Anja Haas (*1971), avstrijska smučarka
- Artur Erich Haas (1884—1941), nemški fizik
- Bent Haas (*1978), švicarski nogometaš
- Conrad Haas (1506—1576), avstrijski vojaški inženir
- Christl Haas (1944—2001), avstrijska smučarka
- David Haas (*1968), kanadski hokejist
- Hanns Haas (*1943), avstrijski zgodovinar
- Hugo Haas (1863—1919), nemški politik
- Hugo Haas (1901—1968), češki režiser
- Joseph Haas (1879—1960), nemški skladatelj
- Karl Haas, avstrijski učitelj
- Lucas Haas (*1976), ameriški igralec
- Monique Haas (1909—1987), francoska pianistka
- Pavel Haas (1899—1944), češki skladatelj
- Robert Haas (1886—1960), avstrijski muzikolog
- Tommy Haas (*1978), nemški teniški igralec
- Zoë Haas (*1962), švicarska smučarka
- Wander Johannes de Haas (1878—1960), nizozemski fizik in matematik